# 留萌支庁南部地震
留萌支庁南部地震（るもいしちょうなんぶじしん）とは、2004年（平成16年）12月14日に北海道留萌支庁南部を震源として発生した地震である。なお、この名前は気象庁が正式に付けた名前ではなく、報道機関等が便宜上付けた名前である。2010年4月付で北海道の支庁が再編され、それぞれ地方振興局に変更されたが、以下当時の震源地名で示す。

## 概要

### 本震
- 発生:2004年（平成16年）12月14日14時56分10秒54
- 震源:北海道留萌支庁南部
- 深さ：8.6km
- 地震の規模:M6.1（モーメント・マグニチュード5.8）
- 最大震度:5強（北海道苫前町）[3]
  - 防災科学技術研究所が設置した強震観測網によれば小平町で震度6弱相当（計測震度5.9）の揺れを観測した[4][5]。
- 断層型：東西に圧縮軸を持つ南北走向の逆断層型(JMA CMT)

### 余震
同日15時01分にM4.7、17時54分にM4.8、翌日15日02時29分にM4.8の余震が発生した（いずれも最大震度は3）。

### 各地の震度
| 震度 | 都道府県 | 観測点名                                               |
| ---- | -------- | ------------------------------------------------------ |
| 5強  | 北海道   | 苫前町旭                                               |
| 5弱  | 北海道   | 羽幌町南3条                                            |
| 4    | 北海道   | 羽幌町焼尻・秩父別町役場・剣淵町街地本町・初山別村有明 |

## 被害

### 物的損壊
以下はいずれも一部損壊の家屋である。
- 小平町:121棟
- 苫前町:17棟
- 羽幌町:27棟

### 人的被害
以下はいずれも軽傷者である。
- 小平町:5名
- 苫前町:2名
- 羽幌町:1名